# Eulophia saxicola
Eulophia saxicola là một loài thực vật có hoa trong họ Lan. Loài này được P.J.Cribb & G.Will. mô tả khoa học đầu tiên năm 1977.